# 3D-Druck im Bauwesen
3D-Druck im Bauwesen bezeichnet computergestützte Bauverfahren zur Errichtung von Bauwerken mittels 3D-Druck-Technologie.  Wird dabei ein Verfahren aus der Kategorie Materialextrusion eingesetzt, bei dem Material selektiv durch eine Düse oder Öffnung abgelegt wird und dient Beton als Material, so spricht man auch von Contour Crafting. Im Bereich des Hausbaus haben diese Verfahren beispielsweise die Vorfertigung von Bauteilen beim Fertighaus zum Vorbild.

## Prinzipien
Pläne für ein Gebäude werden am Computer entworfen, in Steuerungsdaten für den 3D-Druck übersetzt und anschließend an den 3D-Drucker weitergeleitet. Der 3D-Drucker kann ein vollautomatischer Portalroboter sein, der dann größer als das Gebäude ist. Über Betonbehälter werden der schnell härtende Spezialbeton und normaler Beton zugeführt.
Zuerst gießt der Portalroboter Schicht für Schicht einen Rahmen mithilfe des Spezialbetons. Seine computergesteuerte Spritzdüse legt dünne Spuren des Betons auf den Untergrund, die von zwei seitlich angebrachten Kellen in ihre endgültige Form gebracht werden. Anschließend wird der Rahmen mit normalem Beton gefüllt. Weiterhin können fertige Stahlgerüste oder Ähnliches mit eingebracht werden. Somit entsteht ein Gebäude exakt nach Computerzeichnung.
Dieses Prinzip des Rapid Prototyping wurde von dem US-Forscher Behrokh Khoshnevis, Professor an der University of Southern California in Los Angeles, entwickelt.
Ein alternatives Prinzip basiert auf der Verwendung von Industrierobotern. Dabei wird die 3D-Druckdüse als Werkzeug des Roboters geführt. Die Reichweite des Roboters kann vergrößert werden, indem dieser auf einer Linearachse oder einem mobilen Fahrwerk verfahren wird.
An der TU München finden am Lehrstuhl für Holzbau und Baukonstruktion intensive Forschungsarbeiten zum 3D-Druck im Bauwesen statt. Der Lehrstuhlinhaber Klaudius Henke rechnet trotz aller Pionierleistungen nicht damit, dass bis Ende der 2020er Jahre ein Masseneinsatz des Verfahrens in Deutschland zu erwarten ist. Denn „der 3D-Druck macht nicht in jedem Fall Sinn, sondern vor allem dort, wo geometrisch komplexe Bauteile in kleinen Stückzahlen zu realisieren sind“. In Bayern entstand im November 2020 ein Wohnhaus mit im 3-D-Druck gefertigten Wänden.

## Gebäude

### Eingeschossige Bauten
- Der Schalungshersteller Doka investierte in die US-Firma Contour Crafting Corporation, die bis zum Jahr 2018 eine mobile Maschine entwickelt hat, welche bei 8–12 m Arbeitsbreite die Wände eines Gebäudes „druckt“.[5]

- Das russisch-amerikanische Start-Up Apis Cor druckte 2018 mit Hilfe von Robotern und Beton den kompletten Rohbau eines Hauses. Dabei konnte ein kleines Haus mit etwa 40 Quadratmetern Wohnfläche in 24 Stunden zu einem Preis von etwa 10.000 Euro komplett erstellt werden. Der mittels Roboter erstellte Rohbau wurde auf herkömmliche Weise errichtet.[6][3]

- Das französische Unternehmen Xtreee,[7] das Schweizer Unternehmen Mobbot sowie das österreichische Unternehmen PrintStones[8] bieten 3D-Druckdienstleistungen in der EU unter Verwendung von Industrierobotern an.

- BADGER (Tunnelbauroboter) ist ein von der EU gefördertes Forschungsprojekt[9] zur Schaffung eines autonom arbeitenden Erdbohrroboters, der die Tunnelwände als Beton-3D-Drucker produziert.[10] BADGER ist ein Apronym für „roBot for Autonomous unDerGround trenchless opERations, mapping and navigation“ und zugleich das englische Wort für Dachs.

- In Eindhoven in den Niederlanden wurde im Januar 2019 das Werk Saint-Gobin Weber Beamix eröffnet, das in Zusammenarbeit mit der Firma BAM Häuser und Brücken entwirft und im 3D-Druck verwirklicht. Die Firma teilte bald mit: „Wir haben die erste gedruckte Brücke der Welt gebaut“. Es handelt sich um einen Fußgängersteg in der Gemeinde Gemert. Das Bauwerk „würde auch einer dreifachen Last“ standhalten, wie Tests ergaben.[3] Dagegen befindet sich die von einer chinesischen Universität mit 28,1 Metern längste 3D-gedruckte Brücke der Welt in der dortigen Provinz Hebei.[11]

- Die Rupp Gebäudedruck ist ein Bauunternehmen, das sich auf die Planung und Ausführung von schlüsselfertigen 3D-gedruckten Häusern spezialisiert hat. Das Unternehmen hat 2021 das erste bewohnte Mehrfamilienhaus Europas 3D-gedruckt fertiggestellt.[12]

- Mario Cucinella Architects und WASP stellten 2021 das erste 3D-gedruckte Haus, Tecla, aus einer Ton-Mixtur fertig. Solche Gebäude könnten billig sein, nur wenig schnell-erlernbare manuelle Arbeit erfordern, die Kohlenstoffemissionen des Bauwesens, welche fast 40 % aller energiebedingten Kohlenstoffemissionen ausmacht,[13] insbesondere von Beton, reduzieren und autonome Ökogemeinschaften sowie die Bereitstellung von Wohnungen für Flüchtlinge nahe ihrer Heimat statt in entfernten Ländern ermöglichen. Die Mixtur enthält, neben Ton, lokal gewonnene Erde, Wasser, Reishülsenfasern sowie ein Bindemittel und ermöglicht ein stabiles, gedämmtes, flexibles Gebäude von geringer Bauhöhe.[14]

### Mehrgeschossige gedruckte Bauten
Im Nordrhein-Westfälischen Ort Beckum entstand 2020 das erste zweigeschossige Wohnhaus durch das Architekturbüro Mense-Korte, das Unternehmen PERI – einem Dienstleister rund ums Bauen,   und den Materialentwickler HeidelbergCement. Das Drucken der gesamten Fläche von rund 160 Quadratmetern mit allen zuvor exakt berechneten Aussparungen für Türen, Fenster, Leitungen, Kaminzügen usw. dauerte 100 Druckstunden (nicht im 24h-Betrieb). Die Architekten Waldemar Korte und Alexander Hoffmann hatten das Beckumer Musterhaus mit weichen Rundungen entworfen; es wurde seit seiner Fertigstellung bereits von mehreren tausend Interessenten besucht. Auch das deutsche Fernsehen zeigte das gedruckte Betonhaus unter anderem in der Sendung mit der Maus. Zu dieser Zeit war der 3D-Druck auf Gebäude von maximal 15 Metern Breite, 18 Metern Länge und zehn Metern Höhe beschränkt, weil der auf ein Stahlgerüst um das zukünftige Haus herum montierte Drucker noch in seinen Abmessungen und der Tragfähigkeit eingeschränkt ist. Bei vollem Drucktempo kann er einen Meter pro Sekunde aufspritzen, im Durchschnitt benötigt er aber für einen Quadratmeter Wand fünf Minuten. Das Material für den Druck ist eine besondere Betonmischung, die einen höheren Anteil an schnell aushärtendem Beton enthält (die genaue Zusammensetzung ist Betriebsgeheimnis). Zudem wird für die Wanddämmung ein Granulat aus aufgeblähtem Vulkangestein eingesetzt und das Dach des Hauses besteht aus Platten, hergestellt aus recyceltem Glas. Das alles bedient den Nachhaltigkeitsaspekt. Die Baukosten für dieses Haus wurden mit rund 450.000 Euro berechnet, es ist sogar bereits vermietet. – Eine Expertengruppe der TU München überwacht und prüft das fertige Haus fortlaufend. Wenn die Langzeittests abgeschlossen sein werden, soll das Verfahren mit den Gerätschaften in Serie gehen. Es liegen bereits bis zu 60 Anfragen anderer Firmen vor.
Das 5-Familienhaus in Wallenhausen, Landkreis Neu-Ulm (Bayern) gilt zur Zeit als das größte 3D-gedruckte Wohnhaus Europas. Die Druckzeit für das Projekt betrug rund sechs Wochen. Es ist voll unterkellert und umfasst fünf Wohnungen auf drei Stockwerken mit rund 380 m² Wohnfläche.
Im Jahr 2023 entstand in Heidelberg ein Rechenzentrum – 53 × 11 × 9 Meter – nach einer Druckzeit von 140 Stunden. Es gilt 2023 als das größte 3D-gedruckte-Gebäude in Europa.

## Brücken
Neben Gebäuden gibt es Projekte zur Errichtung von Brücken mit additiver Fertigung in zahlreichen Ländern auf der ganzen Welt. Die ersten Brücken bestehen seit 2016. Als Materialien kommen Beton, Kunststoff und Stahl zum Einsatz. Eine Betonbrücke von Zaha Hadid Architects und der ETH Zürich kommt aufgrund der Konstruktion mit bestimmten Winkeln sogar ohne Armierung aus. Die längste 3D-gedruckte Brücke für Radfahrer ist 29 m lang und wurde mit Hilfe von mehreren Roboterarmen hergestellt. Eine weitere aus Beton gedruckte Brücke mit 12 m Länge und 1,75 m Breite mit organischem und biomimetischem Design befindet sich in Madrid. An der School of Architecture and Urbanism der Universität Shanghai wurden mit einem Kuka-Roboterarm und einem maßgeschneiderten 3D-Druckmodul zwei Kunststoffbrücken gefertigt. Auch die im Jahre 2016 längste 3D-Betonbrücke soll sich in Zhaozhou in China befinden.

### Brückenprototypen (Beton)
Wissenschaftlerinnen und Wissenschaftler der TU Braunschweig und TU München haben im Sonderforschungsbereich „Additive Manufacturing in Construction (AMC)“ mit dem neuen patentierten Verfahren „Injection 3D Concrete Printing (I3DCP)“ einen Brückenprototypen mit Leichtbaustrukturen hergestellt. Bei diesem Druckverfahren wird ein „Betonstrang robotisch in eine nicht aushärtende Trägerflüssigkeit“ injiziert. „Der Betonstrang soll dabei eine stabile Position beibehalten.“ Dies soll durch perfekte Abstimmung der Trägerflüssigkeit auf den Beton und den robotergestützten Prozess erreicht werden. Nach Entfernung der Stützflüssigkeit bleibt eine filigrane Struktur zurück. Aufgrund der Begrenzung des Arbeitsraums des Roboterarms musste die Brücke in fünf Segmente aufgeteilt werden, nach dem Druck der Gelenke und Stützfüße wurden die Teile nahtlos ineinandergefügt. Der Brückenprototyp ist 4,20 m lang, 0,5 m hoch und bis zu 1,80 m breit, das Gesamtgewicht beträgt 312 kg, die Tragkraft der Brücke übersteigt ihr Eigengewicht um das 20-fache. Für größere tragfähige Objekte sollen Bewehrungen und Knotenpunkte integriert werden.
Zum Sonderforschungsbereich Transregio 277 Additive Manufacturing in Construction (AMC) gehören noch Projekte zur Entwicklung verschiedener Technologien wie zum Beispiel „Particle-Bed 3D Printing by Selective Cement Activation (SCA) – Sustainability, process enhancement and material models“ und „Particle-Bed 3D Printing by Selective Cement Paste Intrusion (SPI) – Particle Surface Functionalisation, Particle Synthesis and Integration of WAAM Reinforcement“ sowie einige weitere Entwicklungen von Verfahren.

### Stahlbrücken
Additiv gefertigte Brücken aus Stahl haben das Prototypenstadium bereits überwunden. Die Stoofbrug – eine Fußgängerbrücke aus Stahl – überspannt bereits seit 2021 eine 8 m breite Gracht in Amsterdam. Die Brücke wurde im WAAM-Verfahren (Wire Arc Additive Manufacturing) – einem Verfahren aus der Prozesskategorie Materialauftrag mit gerichteter Energieeinbringung – erzeugt.

### Brücken aus Kunststoff
Neben den beiden Kunststoffbrücken in Shanghai gibt es auch in Rotterdam eine 3D-gedruckte Fußgängerbrücke aus Kunststoff. Diese wurde aus einem glasfaserverstärkten thermoplastischen Verbundwerkstoff gefertigt. Bereits 2018 haben ein Filamenthersteller und ein chinesisches Bauunternehmen mit Hilfe eines XXL-Druckers eine 15,25 m lange, 3,8 m breite und 5,8 t schwere Fußgängerbrücke hergestellt. Als Materialien sollen ASA und Glasfasern zum Einsatz gekommen sein.